# Giacinto Gaetano Chiurlia
Giacinto Gaetano Chiurlia (também Giacinto Gaetano Chyurlia) (4 de janeiro de 1659 – 23 de março de 1730) foi um prelado católico romano que serviu como bispo de Giovinazzo (1693–1730).

## Biografia
Giacinto Gaetano Chiurlia nasceu em Roma, na Itália. No dia 24 de agosto de 1693, foi nomeado pelo Papa Inocêncio XII como Bispo Co-adjutor de Giovinazzo. A 24 de agosto de 1693, foi consagrado bispo por Galeazzo Marescotti, cardeal-sacerdote de Santi Quirico e Giulitta com Sperello Sperelli, bispo de Terni, e Stefano Giuseppe Menatti, bispo titular de Cirene, servindo como co-consagradores. Serviu como Bispo de Giovinazzo até à sua morte a 23 de março de 1730.

## Sucessão episcopal
Enquanto bispo, foi o co-consagrador principal de:
- Ludovico Agnello Anastasio, (1724);
- Agostino Pipia, (1724);
- Alberto Gualtieri, (1725);
- Jean François Fouquet, (1725);
- Filippo Coscia, (1725);
- Vittorio Mazzocca, (1725);
- Nicola Stanislavich, (1725);
- Stephen MacEgan, (1725);
- Thomas Dominic Williams, (1725);
- Alessandro Burgos, (1726);
- Nicolò Maria de' Franchi, (1726);
- Cherubino Tommaso Nobilione, (1726);
- Giovanni Battista Lomellini, (1727);
- Benedetto Bussi, Bishop of (1727);
- Carlo Vincenzo Maria Ferreri, (1727); e
- VIncenzo Maria Mazzoleni, (1727).